# Lijst van nummer 1-hits in Australië in 2019
Deze hits stonden in 2019 op nummer 1 in de ARIA Charts, de bekendste hitlijst in Australië.
| Datum        | Artiest                       | Titel                           |
| ------------ | ----------------------------- | ------------------------------- |
| 6 januari    | Post Malone & Swae Lee        | Sunflower                       |
| 13 januari   | Post Malone & Swae Lee        | Sunflower                       |
| 20 januari   | Post Malone & Swae Lee        | Sunflower                       |
| 27 januari   | Ariana Grande                 | 7 rings                         |
| 3 februari   | Ariana Grande                 | 7 rings                         |
| 10 februari  | Ariana Grande                 | 7 rings                         |
| 17 februari  | Ariana Grande                 | 7 rings                         |
| 24 februari  | Ariana Grande                 | 7 rings                         |
| 3 maart      | Lady Gaga & Bradley Cooper    | Shallow                         |
| 10 maart     | Lady Gaga & Bradley Cooper    | Shallow                         |
| 17 maart     | Jonas Brothers                | Sucker                          |
| 24 maart     | Jonas Brothers                | Sucker                          |
| 31 maart     | Jonas Brothers                | Sucker                          |
| 7 april      | Billie Eilish                 | Bad guy                         |
| 14 april     | Billie Eilish                 | Bad guy                         |
| 21 april     | Lil Nas X                     | Old town road                   |
| 28 april     | Lil Nas X                     | Old town road                   |
| 5 mei        | Lil Nas X                     | Old town road                   |
| 12 mei       | Lil Nas X                     | Old town road                   |
| 19 mei       | Ed Sheeran & Justin Bieber    | I don't care                    |
| 26 mei       | Lil Nas X                     | Old town road                   |
| 2 juni       | Lil Nas X                     | Old town road                   |
| 9 juni       | Lil Nas X                     | Old town road                   |
| 16 juni      | Lil Nas X                     | Old town road                   |
| 23 juni      | Lil Nas X                     | Old town road                   |
| 30 juni      | Lil Nas X                     | Old town road                   |
| 6 juli       | Lil Nas X                     | Old town road                   |
| 13 juli      | Lil Nas X                     | Old town road                   |
| 20 juli      | Lil Nas X                     | Old town road                   |
| 27 juli      | Shawn Mendes & Camila Cabello | Señorita                        |
| 4 augustus   | Tones and I                   | Dance monkey                    |
| 11 augustus  | Tones and I                   | Dance monkey                    |
| 18 augustus  | Tones and I                   | Dance monkey                    |
| 25 augustus  | Tones and I                   | Dance monkey                    |
| 1 september  | Tones and I                   | Dance monkey                    |
| 8 september  | Tones and I                   | Dance monkey                    |
| 15 september | Tones and I                   | Dance monkey                    |
| 22 september | Tones and I                   | Dance monkey                    |
| 29 september | Tones and I                   | Dance monkey                    |
| 6 oktober    | Tones and I                   | Dance monkey                    |
| 13 oktober   | Tones and I                   | Dance monkey                    |
| 20 oktober   | Tones and I                   | Dance monkey                    |
| 27 oktober   | Tones and I                   | Dance monkey                    |
| 3 november   | Tones and I                   | Dance monkey                    |
| 10 november  | Tones and I                   | Dance monkey                    |
| 17 november  | Tones and I                   | Dance monkey                    |
| 24 november  | Tones and I                   | Dance monkey                    |
| 1 december   | Tones and I                   | Dance monkey                    |
| 8 december   | Tones and I                   | Dance monkey                    |
| 15 december  | Tones and I                   | Dance monkey                    |
| 22 december  | Tones and I                   | Dance monkey                    |
| 29 december  | Mariah Carey                  | All I want for Christmas is you |